# Speerwerfer-Fall
Der Speerwerfer-Fall ist das Konstrukt eines historischen Rechtsfalls, der zur Diskussion von Haftungsfragen bei fahrlässigen Tötungsdelikten diente. Bekannt wurde das Sujet in der griechischen Antike, fand Einlass aber auch ins römische Recht. Der Fall gibt Einblick in die unterschiedlichen Grundsätze zur Beurteilung strafrechtlich relevanten Verhaltens im Altertum zu heute. Während die zugrunde gelegten fiktionalen Lebenssachverhalte mehrfach abgewandelt wurden, blieb die tatbestandliche Problematik stets die gleiche.

## Griechische Überlieferung
Ein prominenter Nachweis datiert aus dem 5. Jahrhundert v. Chr. und führt in den sophistischen Lehrtrieb des attischen Rhetors Antiphon von Rhamnus. Antiphon war nicht nur bekannt für seine wirkmächtigen (politischen) Reden, er erlangte auch dadurch Aufmerksamkeit, dass er fiktive Musterfälle aus dem Mord- und Totschlagsrecht zur Diskussion stellte. In der zweiten seiner insgesamt drei überlieferten Tetralogien thematisierte er den Speerwerfer-Fall: Mehrere Jünglinge übten Speerwurf im Stadion und ein Knabe hatte den Auftrag die Speere aufzusammeln. Unvermittelt lief der Knabe los, mitten in die Flugbahn eines der geworfenen Speere. Dabei wurde er tödlich getroffen.
Bei der Bewertung des Schadensereignisses unterschied das archaische Recht nicht zwischen den Kategorien Kausalität und Verschulden. Verursachung und Schuld fielen stets bei einem der beiden Beteiligten zusammen, die Frage war nur, wem der „Erfolg“ rechtlich zuzurechnen war. Prima facie war das der Speerwerfer. Für ihn bedurfte es eines hohen Aufwands, im Prozess eine erfolgreiche Entlastungsstrategie durchzusetzen. Er musste sich in eigener Person vollständig ent-, den Knaben hingegen vollständig belasten.
Antiphon thematisierte den Fall, weil er den Konflikt erkannte, in den das hergebrachte Recht mit dem sich etablierenden moderneren Prinzip der Verantwortung geraten war. Der Speerwerfer wurde bei Antiphon freigesprochen und dies in doppelter Hinsicht. Er hatte weder absichtlich getötet, noch unabsichtlich, denn es lag allein die Verfehlung des Getöteten selbst vor.
Aus dem 5. Jahrhundert v. Chr. stammt weiterhin die plutarchische Überlieferung, die der Nachwelt aber weder Argumente noch Diskussionsergebnisse mitteilt. In seinen Doppelbiographien (vitae parallelae) beschrieb Plutarch, wie der mächtige Staatsmann Perikles im Fünfkampf den Epitimos von Pharsalos tödlich mit dem Speer traf. Einen ganzen Tag lang soll Perikles sich mit dem in Rechtsfragen vertrauten Protagoras darüber beraten haben, wer der Schuldige am Unglück sei. In Betracht kamen er selbst, der Speer oder die Kampfrichter. Am Prytaneion in Athen gab es ein Mordgericht, das auch Todesfälle verhandelte, die durch Tiere oder Sachen verursacht worden waren. Wäre es zur Verurteilung des Speers gekommen, so deshalb, weil die handelnde Person fahrlässig vorgegangen war und ein unvorsätzlich eingetretener Taterfolg ursächlich als auf das Werkzeug abgelenkt galt. Die Verurteilung bestand dann darin, dass der Speer aus Attika wegzuschaffen war.

## Römische Überlieferung und Rezeption
Im 2. Jahrhundert griff der spätklassische Jurist Ulpian den Fall auf. Er erörterte ihn im 18. Buch seines Ediktkommentars. Überliefert ist der Kommentar als Bestandteil der Digesten. Otto Lenel hatte ihn später rekonstruiert. An die Stelle von Antiphons Knaben setzte Ulpian einen Sklaven. Bei der Verschuldensfrage unterschied er zwischen zwei denkbaren Sachverhalten.
Wurde mutwillig nach dem Sklaven geworfen, so war der Sklave entlastet und den Werfer traf die Haftung aus der lex Aquilia. Bereits nach republikanischem Recht wurde Tatvorsatz (data opera) beim die Gefahr Schaffenden sanktioniert. Wollte der Werfer ohne Verletzungs- oder Tötungsabsicht lediglich seinem Sport nachgehen, traf den Sklaven stets eigenes Verschulden (culpa), wenn er zur Unzeit den Weg über den Speerwurfplatz nahm und Opfer seiner Selbstgefährdung wurde. Die lex Aquilia fand dann keine Anwendung, denn die Wortformel der Klage (actio legis Aquiliae) ließ abweichende Möglichkeiten für ein Urteil nicht zu. Zugerechnet wurde der Schaden dem gegebenenfalls auf Ersatz klagenden dominus (des Sklaven).
Die lex schützte den Sportausübenden sehr umfangreich, denn für fahrlässige Schädigungen von Passanten und Zuschauern musste er Verantwortung nicht übernehmen. Dass den Werfer der Vorwurf einer fahrlässigen Tötung nicht traf, hatte mehrere im römischen Recht verankerte Gründe. Es untersuchte einerseits schon nicht die Kausalität der in den tatbestandlichen Erfolg mündenden Tatbeiträge, andererseits gehörte ein Quotenteilungsprinzip – Mitverschulden – nicht zu den römischen Rechtsprinzipien (Verursachung und Verschulden wurden nicht getrennt gedacht), war vielmehr unbekannt. Seiner Dogmatik nach bewegte sich das römische Recht überdies fernab aller heute geläufigen Abstraktion und Theorie.
Im spätantiken 6. Jahrhundert wurde der Fall auf einen Exerzierplatz verlagert, auf dem Soldaten mit Wurfspießen üben und das tödliche Missgeschick dabei eintritt. Enthalten ist diese Darstellung in den iustinianischen Institutionen.
An Ulpian knüpfte um die Wende zum 15. Jahrhundert der in Schwäbisch Hall entstandene heydensche Klagspiegel an, dieser wiederum war Anstoß für den im 16. Jahrhundert verfassten Art. 172 der schwarzenbergischen Bambergensis (1507) und dieser für den im Wortlaut identischen Art. 146 der Carolina (1532): jemand läuft zur Unzeit einem Armbrustschützen „an einer Zielstatt … unter den Schuss“.
Art. 1777 des lettischen Civillikums ordnete 1937 einen Haftungsausschluss an, wenn sich jemand während militärischer Schießübungen auf dem Schießplatz aufhielt und das Militär die für sie geltenden Spezialverordnungen befolgt hatte.

## Moderne
Der Fall lässt sich in heutiger Zeit auf die Gefahren des (fließenden) Straßenverkehr übertragen, Literatur und Rechtsprechung dazu sind  umfangreich. Im deutschen Zivilrecht steht hier die Frage zur Gefährdungshaftung des Fahrzeughalters im Sinne des § 7 Abs. 2 StVG der Frage zur Verschuldenshaftung des Fahrers im Sinne des § 18 Abs. 1 Satz 2 StVG gegenüber, insbesondere spielt das Prinzip des Mitverschuldens eine unabkömmliche Rolle.
Diese Differenzierung in den modernen Rechtsordnungen kontrastiert stark zum jahrhundertelang gepflegten „Alles-oder-nichts-Grundsatz“. Obgleich viele Rechtsfiguren und  Terminologien, durchaus auch Rechtsprinzipien – oft sinngemäß, oft ausdrücklich – aus dem römischen Recht rezipiert wurden, gilt das nur sehr eingeschränkt für das Schadensrecht. Der Gedanke, dass rechtmäßiges Verhalten eines Schädigers den Ausschluss seiner Haftung nach sich zöge, ist heute nicht mehr vorstellbar, da eine differenzierte Dogmatik zu Fragen der Kausalität, der Zurechnung und des Mitverschuldens entwickelt wurde. 
Positivrechtlichen Niederschlag hat das historisch unbekannte „Mitverschulden“ in Deutschland in § 254 Abs. 1 BGB gefunden, in Österreich in § 1304 ABGB, in der Schweiz in Art. 44 Abs. 1 OR und in Italien in Art. 1227 Codice civile. Im Anschluss an die gesetzesrechtlichen Vorgaben folgen die Rechtslehre und die Rechtsprechung heute dem Prinzip der Teilung von Verursachungs- und Verschuldensquoten.
Die Dogmatik wurde allerdings erst im 18. Jahrhundert entwickelt und ging aus der „Kulpakompensation“ hervor. Die Rezeption römischen Rechts war zur Zeit der vorherrschenden naturrechtlichen Betrachtungsweise in eine analytisch-kritische Phase eingetreten. Maßgeblichen Anteil an dem Paradigmenwechsel hatte der Aufklärer Christian Wolff.